# Salcâm

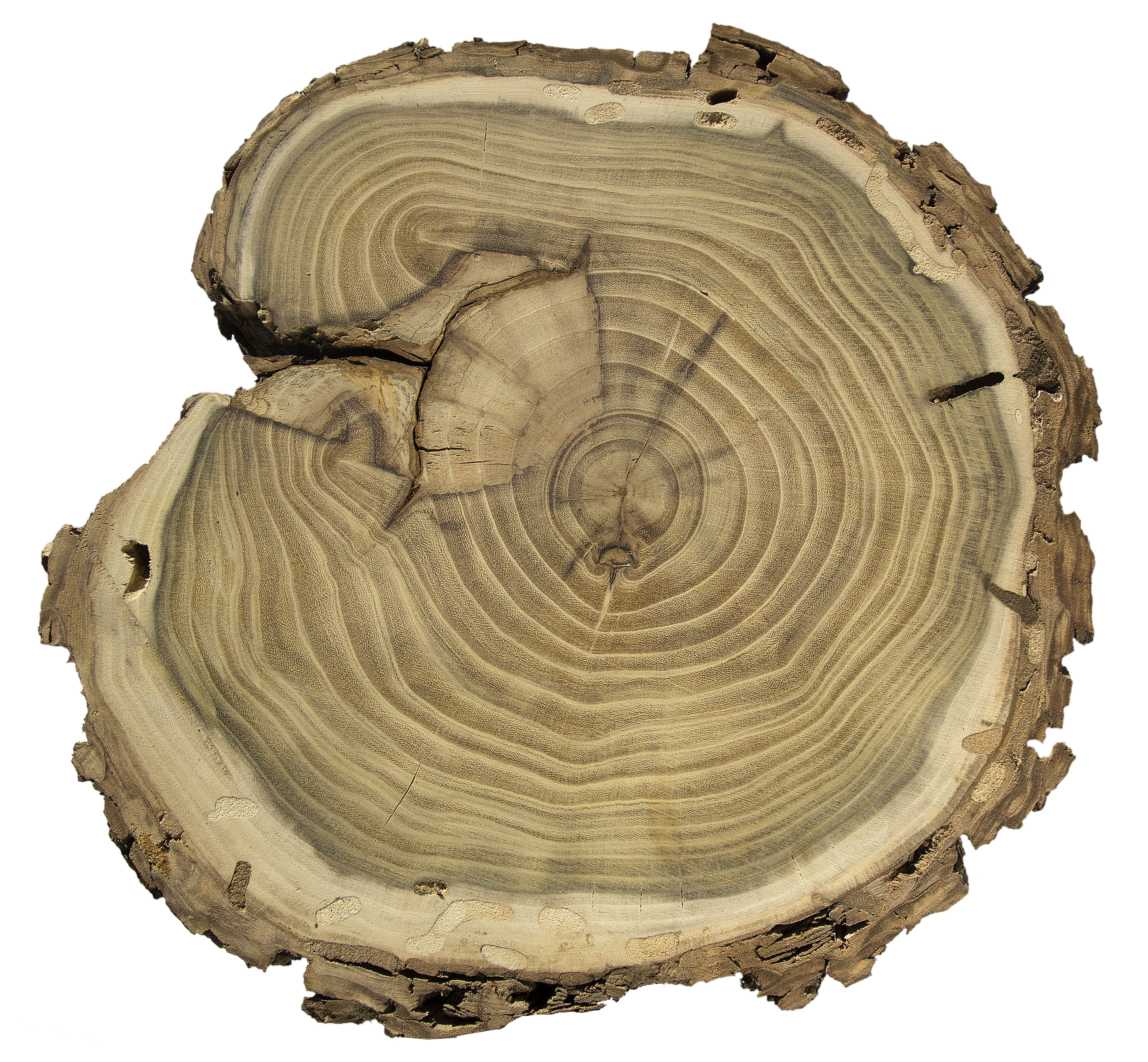
Robinia pseudoacacia - MHNT

Salcâmul (Robinia pseudoacacia L.), face parte din familia Fabaceae, este un arbore melifer, cu tulpina înaltă, până la 25-30 de metri și ramuri spinoase rare, fiind aclimatizat în America de Nord, Europa, Africa de Sud și Asia. 

## Istoric
Salcâmul provine de pe continentul nord-american. Genul Robinia este numit după grădinarii regali francezi Jean Robin și fiul său Vespasien Robin, care au introdus salcâmul în Europa în anul 1601.
Primele culturi forestiere în România s-au realizat în anul 1852, la Băilești, județul Dolj, pentru ca ulterior să fie plantat pe suprafețe tot mai mari, îndeosebi în Oltenia, pe nisipuri mișcătoare, Valea lui Mihai (județul Bihor) și în alte regiuni ale țării. În multe state europene, printre care și România, este considerat o specie invazivă (Călinescu, 1941).
Conform lui Sârbu și Oprea (2011):
| “ | Inclusiv în America de Nord, de unde este originar, în afara arealului primar, el reprezintă o amenințare serioasă asupra vegetației native din preriile uscate și nisipoase. După Arsene (2003) citat de Pele et al. 2008, în rezervația Lunca Pogănișului înlocuirea stejarului și frasinului cu salcâm a dus la dispariția aproape completă a speciei Fritillaria meleagris. Acumularea azotului în sol datorită nodozităților radiculare ale salcâmului poate cauza probleme serioase în conservarea vegetației native, prin stimularea speciilor nitrofile. De asemenea, prin transpirația foarte intensă, salcâmul secătuiește solul de apă, diminuând disponibilul de apă pentru alte plante [Bartha et al. 2008]. Totusi, dupa Atanasiu si Negrean (2007), in România nu se poate vorbi de un impact negativ însemnat. Este însă o plantă care trebuie antent monitorizată și eliminată din preajma ariilor protejate sau a ecosistemelor valoroase, pentru a evita în acest mod, eventualele consecințe negative. Spre exemplu, în defileul Jiului, pe suprafețele afectate de incendii, are loc instalarea rapidă a salcâmului, în detrimentul mesteacănului și a altor specii importante din structura pădurilor caracteristice acestei zone. Din observațiile noastre, la Hanu Conachi (jud. Galați), salcâmul, plantat aici la începutul secolului trecut pentru stabilizarea nisipurilor continentale de origine eoliană și fluviatilă din regiune [Chiriță, 1937], a invadat aproape complet, în ultimii ani, teritoriul rezervației, periclitând speciile de plante psamofile adăpostite de dune, unice în Moldova.' | ” |

Călinescu R., 1941, Plante scăpate din cultură. Importanța lor geografică și istorică, Bul. Soc. Reg. Rom. Geogr., 59: 279-328
Sirbu C., Oprea A., 2011, Plante adventive în flora României, Ed. Ion Ionescu de la Brad, Iași, 2011

## Proprietățile și condițiile de creștere
Salcâmul crește spontan pe aproape orice tip de teren.
Cu o rezistență bună la ger, iubește lumina, suportă  seceta, preferă solurile permeabile, ușoare, fertile, dar nu suportă solurile calcaroase.
Salcâmul crește bine pe soluri ușoare, chiar și pe nisipuri nefixate, fiind cultivat pentru fixarea lor. Are capacitatea de a fixa azotul din atmosferă, iar semințele își păstrează mulți ani capacitatea de germinare. Are frunze compuse și flori albe, în ciorchine, puternic mirositoare, iar fructele sunt păstăi aplatizate, brun roșcate. Înflorește primăvara târziu, în luna mai-iunie.
Salcâmul trăiește în jur de 100 de ani și face parte din categoria arborilor cu lemn de esență tare, fiind greu, dur și deosebit de rezistent la umezeală.

## Utilizările
Salcâmul reprezintă principala specie forestieră meliferă din România.
Lemnul de salcâm este utilizat pentru diverse lucrări amplasate în aer liber, stâlpi de gard, lemn de mină, traverse de cale ferată, doage de butoaie, cozi de unelte, cherestea, parchet, în industria navală etc.
Florile au întrebuințare în alimentație și farmacia naturistă. Scoarța salcâmului conține fitotoxine.

##### Acțiune farmacodinamică - utilizări terapeutice
Florile de salcâm se utilizează ca aromatizant și în industria parfumurilor, iar în medicina populară calmant al tusei. Scoarța se folosește tot empiric în hiperaciditate, în ulcer gastric și duodenal și ca purgativ. Ca urmare a prezenței robinei, scoarța trebuie utilizată cu multă atenție, deoarece această substanță este toxică.